# Monika Krause-Fuchs
Monika Krause-Fuchs, née Monika Krause le 8 avril 1941 à Schwaan en Allemagne et morte le 20 mai 2019 à Glücksburg, est une sociologue est-allemande ayant participé à la révolution cubaine, notamment dans ses aspects féministes et dans le développement de l'éducation sexuelle.
Elle fut la fondatrice et première directrice du Centre national d'éducation sexuelle de Cuba jusqu'en 1990. Elle était également ministre de l'éducation sexuelle du gouvernement, ce qui lui a valu le surnom de La Reine du préservatif (espagnol : La Reina del Condón ; allemand : Die Königin der Kondome).

## Biographie

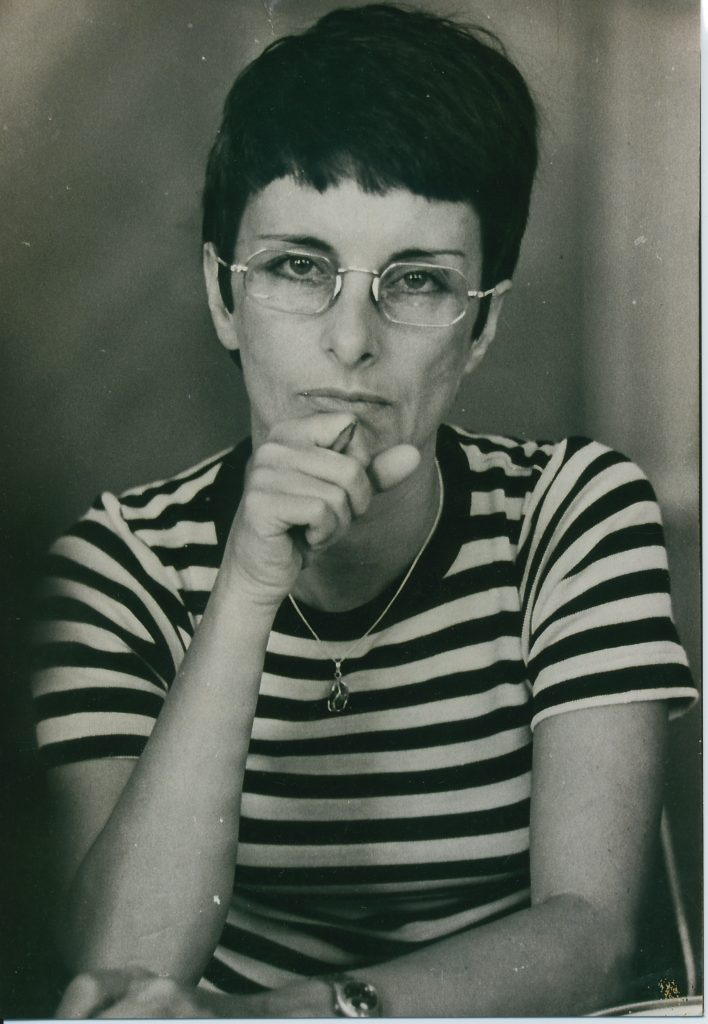
Monika_Krause-Fuchs dans les années 1980

Monika Krause-Fuchs suit les cours à l'université de Rostock (RDA) dans le domaine des études latino-américaines.
En 1961, peu avant la construction du mur de Berlin, elle rencontre le capitaine du navire Sierra Maestra, Jesus Jimenez, qui est en contact avec les plus hauts cercles cubains. Elle l'épouse et en 1962 obtient un permis de sortie pour Cuba.
À cette époque, il y a presque autant d'avortements que de naissances. Elle rencontre alors Vilma Espin Castro, belle-sœur de Fidel Castro et femme de Raúl Castro, qui lance des études pour établir un programme national d'éducation sexuelle, de conseil, de thérapie et de planification familiale. Monika Krause-Fuchs fonde le Centre national d'éducation sexuelle et en devient la directrice.
Elle passe un an aux Pays-Bas, deux ans à New York aux États-Unis, et au Chili. À partir de 1970, elle étudie à l'université de La Havane où elle obtient un diplôme en langue espagnole et littérature.

## Œuvres
- (de) Kuba heute. Politik. Wirtschaft. Kultur., Francfort-sur-le-Main, Vervuert, 2001, 863 p. (ISBN 3-89354-575-1), « Die kubanische Sexualpolitik zwischen Anspruch und Wirklichkeit »
- (de) Die kubanische Sexualpolitik zwischen Anspruch und Wirklichkeit, Francfort-sur-le-Main, Vervuert Verlag, 2001, 863 p. (ISBN 3-89354-575-1)
- (de) Machismo ist noch lange nicht tot! : Kuba : Sexualität im Umbruch, Halle-sur-Saale, Projekte-Verlag Cornelius, 2008, 239 p. (ISBN 978-3-86634-469-3)
- (de) Cuba – meine Hölle, mein Paradies. 30 Jahre Castro und ein Ende, Halle-sur-Saale, Projekte-Verlag Cornelius, 2008, 493 p. (ISBN 978-3-86634-623-9) (autobiographie)
  - Version espagnole : (es) Monika y la Revolución  (préf. Jesús Díaz), Centro de la Cultura Popular Canaria, 2002, 288 p. (ISBN 84-7926-402-0)
- (es) Monika y la Revolución : Una mirada singular sobre la historia reciente de Cuba, Books on Demand GmbH, 2016, 276 p. (ISBN 978-3-7392-3918-7)
- (de) Eine Schone Kindheit?, Books on Demand, 2016, 364 p. (ISBN 978-3-7412-7621-7)

### Émissions radiophoniques
- (de) « Zeitreise: Die Kondom-Oma von Kuba », sur NDR (sauvegarde sur Archive.org, 3 juillet 2011 (version du 13 juillet 2011 sur Internet Archive)
- (de) « Monika Krause-Fuchs, die Königin der Kondome », sur WDR 56 Eriebte Geschichten, 25 septembre 2016

### Vidéographie
- (es) Silvana Ceschi et Reto Stamm: La reina del condón (Schweiz 2007), documentaire sur Monika Krause-Fuchs (bande-nnonce) (« Monika Krause-Fuchs » (présentation de l'œuvre), sur l'Internet Movie Database)